# Ristinasu
Ristinasu ist eine unbewohnte Insel, 90 Meter von der größten estnischen Insel Saaremaa entfernt. Die Insel liegt in der Landgemeinde Saaremaa im Kreis Saare. Sie liegt in der Bucht Kõiguste laht im Kahtla-Kübassaare hoiuala.
Ristinasu ist 90 Meter lang und 40 Meter breit.